# Allgäu.tv
Allgäu.tv (в превод: Алгой ТВ) е местен телевизионен канал в Германия, отразяващ околностите на планинския регион Алгой. Стартира през 2000 г. Притежава се от Allgäu-TV GmbH & Co. KG. Седалището на телевизията е разположено в град Кемптен, на адрес: Heisinger Str. 14.

## История
Каналът стартира излъчване на 15 май 2000 г. като TV Allgäu Nachrichten. През 2014 г. се преименува на Allgäu TV, като се изписва a.tv, променен е дизайнът и логото на телевизията. От 2016 г. каналът се изписва allgäu.tv.

## Логотипи
- 2000 – 2014 г.
- 2014 – 2016 г.
- 2016 – 2024 г.
- след 2024 г.